# Maëlle Lakrar
Maëlle Lakrar (Orange, 25 maggio 2000) è una calciatrice francese, difensore del Real Madrid e della nazionale francese.

## Carriera

### Club
Lakrar nasce calcisticamente nelle giovanili della squadra di Salon-de-Provence.
Dopo tre anni trascorsi all'Olympique Marsiglia e sei anni al Montpellier, il 4 luglio 2024 passa a titolo definitivo al Real Madrid, nella massima serie spagnola. Fin dall'inizio della stagione 2024-2025, si impone in pianta stabile nella formazione titolare delle Blancas.

### Nazionale
Lakrar inizia ad essere convocata dalla Federcalcio francese (FFF) dal 2016, inizialmente per vestire la maglia della formazione Under-16 dove gioca in 10 occasioni.
Durante lo stesso anno il selezionatore della nazionale francese Under-17 Sandrine Soubeyrand decide di inserirla in rosa con la formazione impegnata alle qualificazioni del campionato europeo di categoria della Repubblica Ceca 2017 dove debutta il 10 ottobre 2016 in occasione dell'incontro vinto per 17-0 sulle pari età del Kazakistan. Condivide con le compagne di squadra l'accesso alla fase finale, venendo impiegata da Soubeyrand in tutti i tre incontri disputati nel gruppo A, quello che riunisce anche Germania e Spagna, rispettivamente campione e vicecampione a fine torneo prima di essere eliminata a pari punti con le seconde, qualificate alla fase successiva per una migliore differenza reti. Tra il 2016 e il 2017 con Bluettes U-17 gioca in tutto 12 incontri, amichevoli comprese, andando a segno in 5 occasioni, tra le quali nell'incontro del 5 maggio dove accorcia la distanza a 2-1 con la Germania.
Nel 2017 il selezionatore della formazione Under-19 Gilles Eyquem decide di inserirla in rosa con la squadra che partecipa alle qualificazioni dell'Europeo di Svizzera 2018. Fa il suo esordio nel torneo il 16 ottobre, nell'incontro dove le primo turno di qualificazione la Francia si impone sulle avversarie delle Fær Øer per 11-0 e va a segno due partite più tardi, il 22 ottobre, contribuendo a superare l'Italia per 5-2 e ipotecando così il passaggio al turno successivo.

### Cronologia presenze e reti in nazionale
| Cronologia completa delle presenze e delle reti in nazionale ― Francia | Cronologia completa delle presenze e delle reti in nazionale ― Francia | Cronologia completa delle presenze e delle reti in nazionale ― Francia | Cronologia completa delle presenze e delle reti in nazionale ― Francia | Cronologia completa delle presenze e delle reti in nazionale ― Francia | Cronologia completa delle presenze e delle reti in nazionale ― Francia | Cronologia completa delle presenze e delle reti in nazionale ― Francia | Cronologia completa delle presenze e delle reti in nazionale ― Francia |
| Data                                                                   | Città                                                                  | In casa                                                                | Risultato                                                              | Ospiti                                                                 | Competizione                                                           | Reti                                                                   | Note                                                                   |
| ---------------------------------------------------------------------- | ---------------------------------------------------------------------- | ---------------------------------------------------------------------- | ---------------------------------------------------------------------- | ---------------------------------------------------------------------- | ---------------------------------------------------------------------- | ---------------------------------------------------------------------- | ---------------------------------------------------------------------- |
| 18-2-2023                                                              | Angers                                                                 | Francia                                                                | 5 – 1                                                                  | Uruguay                                                                | Torneo di Francia                                                      | -                                                                      |                                                                        |
| 21-2-2023                                                              | Angers                                                                 | Francia                                                                | 0 – 0                                                                  | Norvegia                                                               | Torneo di Francia                                                      | -                                                                      |                                                                        |
| 6-7-2023                                                               | Dublino                                                                | Irlanda                                                                | 0 – 3                                                                  | Francia                                                                | Amichevole                                                             | 2                                                                      | 75’                                                                    |
| 14-7-2023                                                              | Melbourne                                                              | Australia                                                              | 1 – O                                                                  | Francia                                                                | Amichevole                                                             | -                                                                      |                                                                        |
| 23-7-2023                                                              | Sydney                                                                 | Francia                                                                | 0 – 0                                                                  | Giamaica                                                               | Mondiali 2023 - 1º turno                                               | -                                                                      |                                                                        |
| 29-7-2023                                                              | Brisbane                                                               | Francia                                                                | 2 – 1                                                                  | Brasile                                                                | Mondiali 2023 - 1º turno                                               | -                                                                      |                                                                        |
| 2-8-2023                                                               | Sydney                                                                 | Panama                                                                 | 3 – 6                                                                  | Francia                                                                | Mondiali 2023 - 1º turno                                               | 1                                                                      |                                                                        |
| 12-8-2023                                                              | Brisbane                                                               | Australia                                                              | 0 – 0 dts ( 7 - 6 dtr)                                                 | Francia                                                                | Mondiali 2023 - Quarti di finale                                       | -                                                                      |                                                                        |
| 31-10-2023                                                             | Reims                                                                  | Francia                                                                | 0 – 0                                                                  | Norvegia                                                               | UEFA Women's Nations League 2023-2024 - Fase a gironi                  | -                                                                      | 63’                                                                    |
| 5-12-2023                                                              | Leiria                                                                 | Portogallo                                                             | 0 – 1                                                                  | Francia                                                                | UEFA Women's Nations League 2023-2024 - Fase a gironi                  | -                                                                      |                                                                        |
| 23-2-2024                                                              | Décines-Charpieu                                                       | Francia                                                                | 2 – 1                                                                  | Germania                                                               | UEFA Women's Nations League 2023-2024 - Semifinale                     | -                                                                      |                                                                        |
| 28-2-2024                                                              | Siviglia                                                               | Spagna                                                                 | 2 – 0                                                                  | Francia                                                                | UEFA Women's Nations League 2023-2024 - Finale                         | -                                                                      |                                                                        |
| 5-4-2024                                                               | Longeville-lès-Metz                                                    | Francia                                                                | 1 – 0                                                                  | Irlanda                                                                | Qual. Euro 2025                                                        | -                                                                      |                                                                        |
| 9-4-2024                                                               | Göteborg                                                               | Svezia                                                                 | 0 – 1                                                                  | Francia                                                                | Qual. Euro 2025                                                        | -                                                                      |                                                                        |
| 31-5-2024                                                              | Newcastle upon Tyne                                                    | Inghilterra                                                            | 1 – 2                                                                  | Francia                                                                | Qual. Euro 2025                                                        | -                                                                      | 70’                                                                    |
| 4-6-2024                                                               | Saint-Etienne                                                          | Francia                                                                | 1 – 2                                                                  | Inghilterra                                                            | Qual. Euro 2025                                                        | -                                                                      | 73’                                                                    |
| 12-7-2024                                                              | Digione                                                                | Francia                                                                | 2 – 1                                                                  | Svezia                                                                 | Qual. Euro 2025                                                        | -                                                                      | 79’                                                                    |
| 16-7-2024                                                              | Cork                                                                   | Irlanda                                                                | 3 – 1                                                                  | Francia                                                                | Qual. Euro 2025                                                        | -                                                                      | 62’                                                                    |
| 25-7-2024                                                              | Décines-Charpieu                                                       | Francia                                                                | 3 – 2                                                                  | Colombia                                                               | Olimpiadi 2024 - 1º turno                                              | -                                                                      |                                                                        |
| 28-7-2024                                                              | Saint-Étienne                                                          | Francia                                                                | 1 – 2                                                                  | Canada                                                                 | Olimpiadi 2024 - 1º turno                                              | -                                                                      | 72’                                                                    |
| 31-7-2024                                                              | Décines-Charpieu                                                       | Nuova Zelanda                                                          | 1 – 2                                                                  | Francia                                                                | Olimpiadi 2024 - 1º turno                                              | -                                                                      |                                                                        |
| 29-10-2024                                                             | Ginevra                                                                | Svizzera                                                               | 2 – 1                                                                  | Francia                                                                | Amichevole                                                             | -                                                                      |                                                                        |
| 30-11-2024                                                             | Angers                                                                 | Francia                                                                | 2 – 1                                                                  | Nigeria                                                                | Amichevole                                                             | -                                                                      |                                                                        |
| 3-12-2024                                                              | Nizza                                                                  | Francia                                                                | 2 – 4                                                                  | Spagna                                                                 | Amichevole                                                             | -                                                                      | 89’                                                                    |
| 21-2-2025                                                              | Tolosa                                                                 | Francia                                                                | 1 – 0                                                                  | Norvegia                                                               | UEFA Women's Nations League 2025 - 1º turno                            | -                                                                      |                                                                        |
| 25-2-2025                                                              | Le Mans                                                                | Francia                                                                | 3 – 2                                                                  | Islanda                                                                | UEFA Women's Nations League 2025 - 1º turno                            | -                                                                      |                                                                        |
| 4-4-2025                                                               | San Gallo                                                              | Svizzera                                                               | 0 – 2                                                                  | Francia                                                                | UEFA Women's Nations League 2025 - 1° turno                            | -                                                                      |                                                                        |
| 8-4-2025                                                               | Oslo                                                                   | Norvegia                                                               | 0 – 2                                                                  | Francia                                                                | UEFA Women's Nations League 2025 - 1° turno                            | -                                                                      |                                                                        |
| 20-6-2025                                                              | Valenciennes                                                           | Francia                                                                | 5 – 0                                                                  | Belgio                                                                 | Amichevole                                                             | -                                                                      | 73’                                                                    |
| 27-6-2025                                                              | Grenoble                                                               | Francia                                                                | 3 – 2                                                                  | Brasile                                                                | Amichevole                                                             | -                                                                      | 67’                                                                    |
| 5-7-2025                                                               | Zurigo                                                                 | Francia                                                                | 2 – 1                                                                  | Inghilterra                                                            | Euro 2025 - 1° turno                                                   | -                                                                      |                                                                        |
| 19-7-2025                                                              | Basilea                                                                | Francia                                                                | 1 – 1 dts (5 - 6 dtr)                                                  | Germania                                                               | Euro 2025 - Quarti di finale                                           | -                                                                      | 115’                                                                   |
| Totale                                                                 |                                                                        | Presenze                                                               | 32                                                                     |                                                                        | Reti                                                                   | 3                                                                      |                                                                        |

## Palmarès

### Club
- Campionato francese di seconda divisione: 1

Olimpyque Marsiglia: 2015-2016

### Nazionale
- Campionato d'Europa under 19: 1

2019